# 조선의 교통

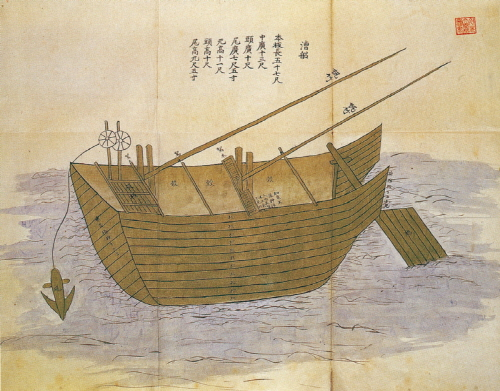
대량의 화물을 운반하던 조운선

조선의 교통은 육로와 수운으로 이루어져 있었다. 조선은 대규모 화물의 이송에 주로 수운을 이용하였고 육로는 국가의 주요 문서 전달과 물자와 사람의 이동을 위해 관리되었다.
조선의 주요 간선도로는 9 -10 개로 한양을 중심으로 팔도의 각지로 연결되는 도로망을 운영하였다. 이 가운데 제1로는 한양에서 의주를 거쳐 중국의 베이징으로 연결되는 사신 행차에 사용되어 "연행로"라고 불렸다. 명나라는 초기 왜구의 해안 약탈이 계속되고 해운 사고가 빈번하자 해금 정책을 실시하였고 이 여파로 조선과의 외교 및 무역 역시 육로로 제한하였다. 뒤를 이은 청나라 역시 사무역 금지를 유지하여 공식적인 해상 무역은 없었지만 해금 정책은 느슨해져 황당선을 이용한 조선과 청나라 상인간의 밀무역이 이루어졌다.
조선은 곡물의 운반과 같은 대규모 화물 이송에 수운을 이용하였다. 이를 위해 주요 거점에 조창을 운영하여 곡물을 저장하였고 조창에서 한양까지의 운송에는 조운선이 사용되었다. 남부지방의 조운선은 강의 중류에서 출발하여 하구를 거쳐 바다로 나간 다음 서해를 거쳐 한강을 거슬러 올라 한양의 마포까지 운행되었고 충주 등을 거점으로 하는 중부 지방은 한강을 이용하였다.
조선 시기 주요 무역 상대인 중국과는 육로로 교통하였기 때문에 해양 교통은 제한적이었다. 국내 해양 교통로는 해남에서 제주를 잇는 길과 울진에서 울릉도를 잇는 길이 있었고 해외 해양 교통로는 경상도의 부산에서 일본의 스시마로 이어지는 길이 있었다.

## 육상교통

조선의 도로망

조선은 한양에서 전국의 각지로 이어지는 9개의 주요 간선 도로를 운영하였다. 《증보문헌비고》에는 9개의 간선 도로가, 《대동지지》에는 10개의 간선 도로가 기록되어 있다.

### 이동 수단
조선의 가장 흔한 이동 형태는 걷는 것이었다. 사람들은 다른 고장으로 이동하거나 서신을 전달할 경우 그저 걸어서 이동하였다. 이러한 양상은 상업 활동에도 이어져 보부상은 물건을 이거나 지고 이곳 저곳을 떠돌며 장사를 하는 상인이었다.
양반과 같이 신분이 높은 사람들은 말을 타고 가는 경우도 있었지만 말은 매우 비싼 교통 수단이었다. 말 한 마리의 가격은 노비 두 세명에 맞먹을 만큼 비쌌다.  조선은 산악이 많아 지방 사이를 오가는 일에 수레나 마차를 쓰기 어려웠고 이에 따라 관도 역시 좁게 만들어져 졌기 때문에 수레 이용이 제한적이었다. 조선 시대의 도로 폭은 대로의 경우 12보, 중로는 9보, 소로는 6보로 규정되어 있었으나 실제 도로는 현지의 사정에 맞게 건설될 수 밖에 없었다. 한반도는 산악 지형이 많아 고개를 넘어가는 도로는 매우 좁았다. 문경 새재나 회양 철령과 같은 주요 관문의 도로 폭은 1 - 2보에 불과하였다.
신분이 높은 사람은 걷는 대신 사람이 짊어지는 가마를 이용하기도 하였다. 여러 사람이 지고 움직이는 가마의 이용에는 신분 제약이 있어 양반이 아니면 함부로 탈 수 없었다.

### 역참과 관문
통신의 유지와 도로의 통제를 위해 역참이 운영되었다. 역참은 국가의 주요 문서가 빠르게 전달될 수 있도록 상시적으로 말을 준비하고 있다가 관원이 마패를 보이면 말을 지급하거나 교환하여 주었다. 역참의 운영은 군역을 대신하는 역인들이 담당하였고 이들은 마필의 관리, 역사와 도로의 정비 등을 부담하였기 때문에 부역이 매우 고되었고 간간히 도망가는 사람들이 있었다. 남부지방으로 이어지는 길의 주요 관문으로는 문경의 조령이 있었다.

### 숙박과 여행
지방의 관아는 객사를 마련하여 평소에는 국왕을 향한 배례 의식 공간으로 사용하다가 중앙의 관원이 파견되어 오면 그들의 숙소로 사용하였다. 한편 사적인 여행은 객주가 운영하는 숙박 시설을 이용하였다. 흔히 주막이라고도 불리던 이곳은 객주가 댓가를 받고 술과 음식을 제공하고 잠을 잘 수 있는 방을 내어주었고 점차 규모가 커지면서 공업이나 상업을 위한 물품의 운송, 자금의 대출 등도 겸하였다.
조선 후기에 이르면 만상, 송상과 같은 규모가 큰 상단이 형성되어 교통이 빈번하게 이루어졌고 금강산과 같은 명승지를 유람하는 여행객들도 생겨났다.

## 수상교통
전 시기인 고려 때 해운을 통한 국제 무역까지 이루어졌던 것과 달리 자급적 농업 경제가 주축이었던 조선은 일본 등과의 교통 외에는 해외 수운이 이루어지지 않았다. 그러나 산이 많고 육로가 발달하지 않은 국내의 화물 운송의 주력은 수운이었다. 조선의 수운은 철도가 개통될 때까지 가장 큰 화물 운송 수단이었다.

### 조창과 조운

조선의 수운

조선은 팔도 각지의 주요 지점에 조창을 마련하고 조운선으로 세곡을 실어 한양까지 운송하였다. 한강, 예성강, 금강, 영산강 등의 주요 하천을 통해 실린 세곡은 서해안을 따라 항해하여 강화도의 연미정 앞 포구에서 짐을 검사 받은 후 조강에서 한강을 거슬러 올라 마포 나루에 닿았다. 한편 경기 남부와 충청도 북부의 물자는 남한강을 이용하여 충주에 집결된 뒤 물길을 따라 광나루로 향했다. 아래의 표는 《경국대전》에 수록된 조창의 명칭과 위치이다. 조선은 《경국대전》에 실린 조창을 대부분 끝까지 유지하였으나 경우에 따라 새로 신설하기도 하였고 위치를 이동시켜 운용하기도 하였다.
조창은 창고라는 명칭과 달리 대부분 창고가 세워져 있지 않은 야적장이었다. 흙으로 축대를 쌓고 풀로 이엉을 만들어 깔고 지붕을 씌워 비바람을 막았다. 이는 조창이 장기 보관보다 빠른 운송을 목적으로 운용되었음을 보여준다. 창고를 만든 경우는 충주의 가흥창이 절도를 막기 위해 70여 칸의 창고를 지었다는 기록이 유일하다.
평안도에서도 대동강 등 을 이용한 수운이 이루어졌으나 평안도는 북방을 대비하기 위해 자체적으로 세곡을 사용하였다. 평안도는 세곡을 비롯한 각종 세수를 자체적 비축하였고 중국과의 무역로이기도 하여 평안감사는 여러 특혜를 이용하여 막대한 부를 축적하기도 하였다. 이러한 사정은 "평안감사도 제가 싫으면 그만"이라는 속담을 낳았다.
조운선은 길이 75 척 정도의 내수 및 해운을 겸용한 선박으로 한 번에 50 여 톤의 화물을 운반할 수 있었다. 조선 초기에는 국가가 조운선을 건조하고 운용하면서 관리하였으나 후기에 들어 물동량이 늘고 국가의 관리가 어려워지자 사선으로 불린 민간의 조운선 운용을 허가하여 국가가 운영하는 관선보다 사선의 운용이 더 많았다. 경강상인은 사선을 이용한 조운을 토대로 조선 시기 최대의 상단으로 성장할 수 있었다. 조운선은 세곡의 운반이 주된 임무였으나 배에 여유가 있으면 다른 화물과 사람도 함께 실어 종합적인 수운 선박으로 이용되었다. 충청남도 태안군에서 발굴된 침몰된 세곡선에는 쌀, 보리 등의 곡물과 함께 분청사기가 실려있었다.

### 해운
제주도와 울릉도는 한반도의 부속도서로서 선박을 이용한 해운으로 연락하였다. 제주도와 연결은 주로 강진과 해남에서 출발하였고 울릉도는 울진에서 뱃길에 올랐다.
명나라 말기 부터 중국은 해금령이 완화되어 황당선을 이용한 밀무역이 이루어졌다. 조선은 중국에서 들어온 황당선을 규제하였으나 실제로는 조선에 들어와 어로 행위를 하는 경우 부터 밀무역까지 다양한 황당선들이 출몰하였다. 한편 조선의 해운은 어업을 위한 연안항해를 원칙으로 하였고 원양 해운은 계속하여 금지되었지만, 조선 후기가 되면 사적인 원양 항해가 시도되고 있었다.
간혹 서양인이 표류해 오는 경우가 있었다. 조선은 표류해 온 서양인에 대해 억류하는 것이 원칙이었지만 상선 등이 구급 물자를 요구하는 경우 그에 응해 주고 떠나도록 하였다. 16세기 무렵 동남아시아는 네덜란드가 이른 바 향료 제도를 식민지로 삼으면서 이를 발판으로 일본의 나가사키까지 무역로를 확대하고 있었고, 이 시기 표류한 얀 얀스 벨테브레는 박연으로 개명한 뒤 조선에 살았다. 그 보다 뒤늦은 17세기에 표류하여 억류된 헨드릭 하멜은 일본으로 탈출하여 본국으로 귀환한 뒤 《하멜 표류기》를 저술하였다. 18세기 후반이 되면 서양은 중국, 일본과 함께 조선에 대해서도 통상을 요구하게 되어 이양선이 나타나게 된다.

### 통신사

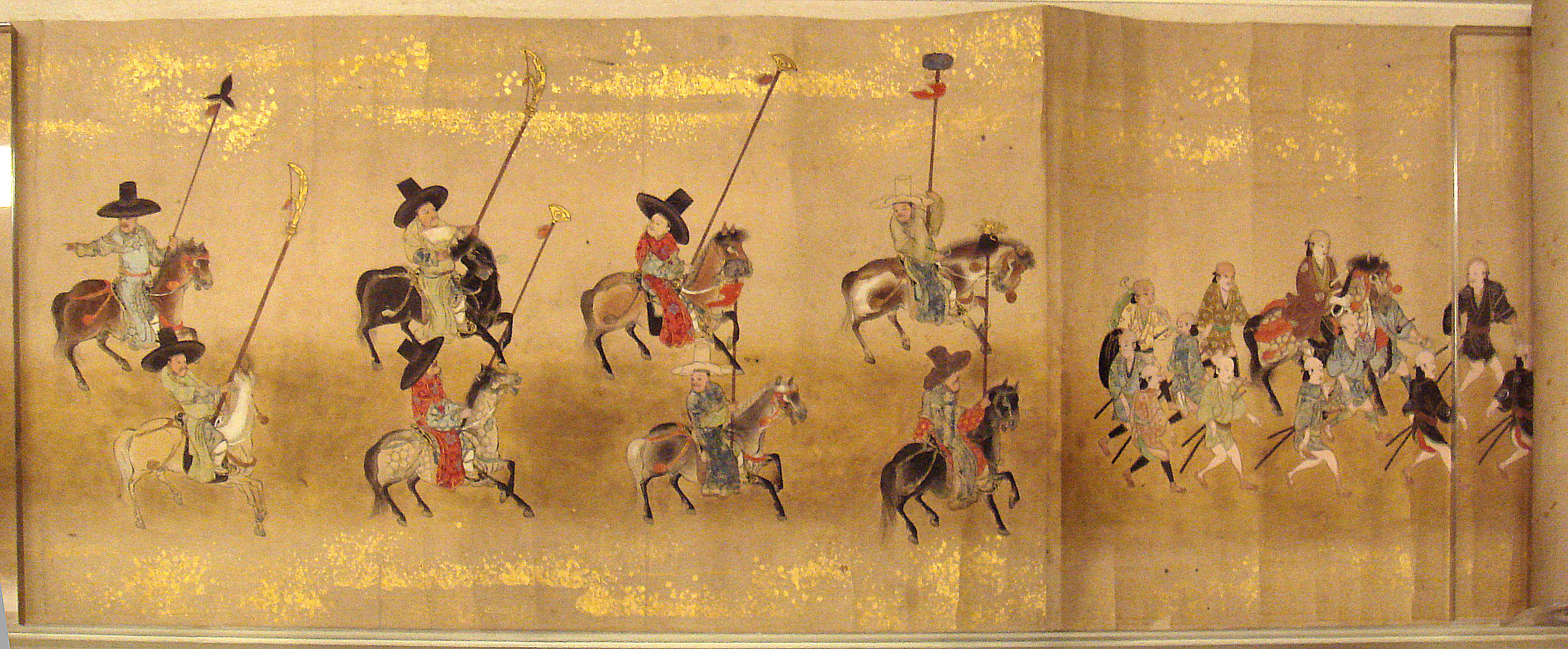
조선통신사 행렬도

중국과의 교통은 주로 육로로 이루어져 특별한 경우가 아니라면 연행로를 따라 의주에서 책문으로 월경한 뒤 베이징까지 왕래하였으나 일본은 섬이라는 특성 때문에 계속하여 해상 교통을 이용하여 왕래하였다. 조선통신사는 조선이 일본으로 보낸 정규적인 사절로 양국의 외교와 함께 각종 인적, 물적 교류가 이루어졌다. 임진왜란 이후 일시적으로 끊겼던 통신사의 왕래는 이후 다시 재개 되었으며 여러 무역과 함께 조선과 일본을 잇는 주요 수상 교통로로 작동하였으나 순조 초기 보낸 마지막 통신사를 끝으로 이후 일본이 메이지 유신을 맞을 때까지 근 1백년에 걸쳐 양국간의 외교가 끊어지게 된다.

### 왜관의 운영
조선은 일본과의 연락과 무역을 위해 일본인들이 상주하는 왜관을 두었다. 왜관은 높은 담으로 둘러 사사롭게 출입할 수 없도록 관리하였으나 제한이 매우 엄격한 것은 아니었다. 동래부민과 같이 왜관 인근의 주민들은 일상적으로 왜관을 드나들며 교류하였고 조선 후기에는 공식적인 개시무역 외에도 공공연한 밀무역이 이루어졌다.
전기에 여러 곳의 왜관을 운영하던 조선은 임진왜란 이후 부산에만 왜관을 두고 일본과의 무역을 오직 쓰시마섬을 통해 이루어지게 하였기 때문에 조선 후기 관직을 제수 받은 사람들의 상당 수는 쓰시마 사람들이었고 쓰시마는 이러한 중계 무역을 통해 번영할 수 있었다. 쓰시마는 조선의 부산과 쓰시마 사이를 다시 쓰시마에서 일본의 나카사키와 해운으로 연결하였다.
조선 후기인 17세기 무렵 일본에서는 막대한 매장량의 은광과 동광이 개발되어 상업 경제가 급속도로 성장하였다. 조선은 이 가운데 특히 일본의 구리를 대량으로 수입하였고 이를 바탕으로 상평통보의 대량 유통이 가능하게 되었다. 이러한 구리 역시 왜관을 통해 수입되었다.